# Mandeville-en-Bessin
 Mandeville-en-Bessin  es una población y comuna francesa, situada en la región de Normandía, departamento de Calvados, en el distrito de Bayeux y cantón de Trévières.

## Demografía
| 433 | 368 | 332 | 305 | 262 | 229 |
| Para los censos de 1962 a 1999 la población legal corresponde a la población sin duplicidades (Fuente: INSEE [Consultar]) |     |     |     |     |     |